# (191857) Illeserzsebet
(191857) Illeserzsebet es un asteroide del cinturón principal de asteroides.

## Descripción
(191857) Illeserzsebet es un asteroide del cinturón principal de asteroides. Fue descubierto el 12 de noviembre de 2004 desde la estación Piszkéstető por Krisztián Sárneczky. Tiene una órbita caracterizada por un semieje mayor de 2,88 AU, una excentricidad de 0,10 y una inclinación de 4, 2º  con respecto a la eclíptica.

## Designación y nombre
Designado provisionalmente como 2004 VA70. Fue nombrado Illeserzsebet, por la astrónoma, profesora e investigadora húngara Elizabeth Illés.